# Chachanda
Chachanda é uma vila no distrito de Murshidabad, no estado indiano de Bengala Ocidental.

## Demografia
Segundo o censo de 2001, Chachanda tinha uma população de 10 300 habitantes. Os indivíduos do sexo masculino constituem 51% da população e os do sexo feminino 49%. Chachanda tem uma taxa de literacia de 35%, inferior à média nacional de 59,5%; a literacia no sexo masculino é de 44% e no sexo feminino é de 26%. 23% da população está abaixo dos 6 anos de idade.